# Sartor
Sartor es un género de peces de la familia Anostomidae y de la orden de los Characiformes.

## Especies
Actualmente hay tres especies reconocidas en este género:
- Sartor elongatus (dos Santos & Jégu, 1987)
- Sartor respectus (G. S. Myers & A. L. de Carvalho, 1959)
- Sartor tucuruiense (dos Santos & Jégu, 1987)